# Uładzimir Majorau
Uładzimir Siarhiejewicz Majorau (biał. Уладзімір Сяргеевіч Маёраў, ros. Владимир Сергеевич Майоров, Władimir Siergiejewicz Majorow; ur. 6 listopada 1952 w Horkach) – białoruski zootechnik, działacz państwowy i polityk, w latach 2008–2012 deputowany do Izby Reprezentantów Zgromadzenia Narodowego Republiki Białorusi IV kadencji.

## Życiorys
Urodził się 6 listopada 1952 roku w Horkach, w obwodzie mohylewskim Białoruskiej SRR, ZSRR. Ukończył Białoruską Państwową Akademię Gospodarstwa Wiejskiego ze specjalnością „zootechnika”, Białoruski Instytut Mechanizacji Gospodarstwa Wiejskiego, uzyskując wykształcenie ekonomisty organizatora i Białoruską Filię Międzynarodowego Instytutu Zarządzania, uzyskując wykształcenie menedżera. Pracę rozpoczął jako starszy zootechnik Homelskiego Międzygospodarczego Zjednoczenia „Swinoprom”. Odbył służbę w szeregach Armii Radzieckiej. Następnie pracował jako starszy zootechnik Zarządu Gospodarstwa Wiejskiego, instruktor oddziału organizacyjno-instruktorskiego Homelskiego Obwodowego Komitetu Wykonawczego, instruktor Homelskiego Komitetu Rejonowego Komunistycznej Partii Białorusi, przewodniczący Kolektywno-Akcyjnego Gospodarstwa „Bobowiczskoje” w rejonie homelskim, pierwszy zastępca przewodniczącego Komitetu ds. Gospodarstwa Wiejskiego i Żywności Homelskiego Obwodowego Komitetu Wykonawczego, przewodniczący Homelskiego Rejonowego Komitetu Wykonawczego.
27 października 2008 roku został deputowanym do Izby Reprezentantów Zgromadzenia Narodowego Republiki Białorusi IV kadencji z Homelskiego Wiejskiego Okręgu Wyborczego Nr 37. Pełnił w niej funkcję zastępcy przewodniczącego Stałej Komisji ds. Rolnych. Od 13 listopada 2008 roku był członkiem Narodowej Grupy Republiki Białorusi w Unii Międzyparlamentarnej.

## Odznaczenia
- Medal „Za Zasługi w Pracy”;
- Gramota Pochwalna Prezydium Rady Najwyższej Republiki Białorusi[1].

## Życie prywatne
Uładzimir Majorau jest żonaty, ma dwóch synów i córkę.